# First (casa discografica)
La First è stata una casa discografica italiana, attiva tra il 1969 e il 1973.

## Storia

Un 45 giri di Cristy della First (1971)

La First fu fondata all'inizio del 1969 da Alfredo Rossi, fratello del noto compositore Carlo Alberto Rossi, anch'esso discografico. Già da alcuni anni Alfredo Rossi aveva fondato la Ariston Records, e la First nacque proprio come emanazione della casa discografica principale, con l'obiettivo di curare il lancio di nuovi talenti.
La sede era la stessa della Ariston, ovvero piazza Pattari 1/3 a Milano.
Tra gli artisti sotto contratto per la First: gli Stormy Six, Rinaldo Ebasta, Mario Guarnera e Nico e i Gabbiani.
Nel corso dei pochi anni della sua esistenza, l'etichetta della First ha subito alcuni cambiamenti ed evoluzioni, mantenendo però sempre il logo inventato dallo stesso Rossi; la grafica è comunque rimasta sempre vicina a quella della casa madre.

## Dischi
La datazione qui riportata si basa sull'etichetta del disco o sulla copertina; qualora nessuno di questi elementi abbia una datazione, è basata sulla numerazione del catalogo; talora è, infine, basata sul codice della matrice di stampa. Se esistenti, sono riportati, oltre all'anno, il mese e il giorno (quest'ultimo dato si trova, a volte, stampato sul vinile).

### 33 giri
| Numero di catalogo | Anno | Interprete | Titoli                                  |
| ------------------ | ---- | ---------- | --------------------------------------- |
| FR 50001           | 1969 | Stormy Six | Le idee di oggi per la musica di domani |
| FR 50050           | 1972 | Stormy Six | L'unità                                 |

### 45 giri
| Numero di catalogo | Anno | Interprete               | Titoli                                               |
| ------------------ | ---- | ------------------------ | ---------------------------------------------------- |
| FR 5000            | 1969 | Rinaldo Ebasta           | Soffro soffro/Un gioco inutile                       |
| FR 5001            | 1969 | Nico e i Gabbiani        | Fiumi di parole/Vivo                                 |
| FR 5002            | 1969 | Mario Guarnera           | Lei, lei, lei/Il concerto del leone                  |
| FR 5003            | 1969 | Massimo Salerno          | Il concerto del leone/Un gioco inutile               |
| FR 5004            | 1969 | Massimo Salerno          | Fiumi di parole/Lei, lei, lei                        |
| FR 5005            | 1969 | Le Lunghe Storie         | Un bel momento/Quando un uomo se ne va               |
| FR 5006            | 1970 | George                   | Luky Luky/Senza te, senza me                         |
| FR 5007            | 1970 | Stormy Six               | La luna è stanca/Lodi                                |
| FR 5009            | 1970 | Rinaldo Ebasta           | Viva Bobby Joe/Farufaru                              |
| FR 5011            | 1970 | Nico e i Gabbiani        | Per un bacio d'amor/Nessuno al mondo                 |
| FR 5014            | 1970 | Cristy                   | Principe azzurro/Una pistola in vendita              |
| FR 5015            | 1970 | Gerardo Carmine Gargiulo | Io vendo tutto e compro il sole/È soltanto illusione |
| FR 5016            | 1971 | Enzo Brunelli            | Gli occhi come i tuoi/È giorno                       |
| FR 5019            | 1971 | Rinaldo Ebasta           | Farufaru/Sarebbe una bella famiglia                  |
| FR 5023            | 1971 | Lianella Virgili         | Mai nascerà/Un sogno senza età                       |
| FR 5051            | 1971 | Christy                  | Notte d'amore/Stasera                                |
| FR 5057            | 1972 | Stormy Six               | Sotto il bambù/Nicola fa il maestro di scuola        |